# Voto di povertà

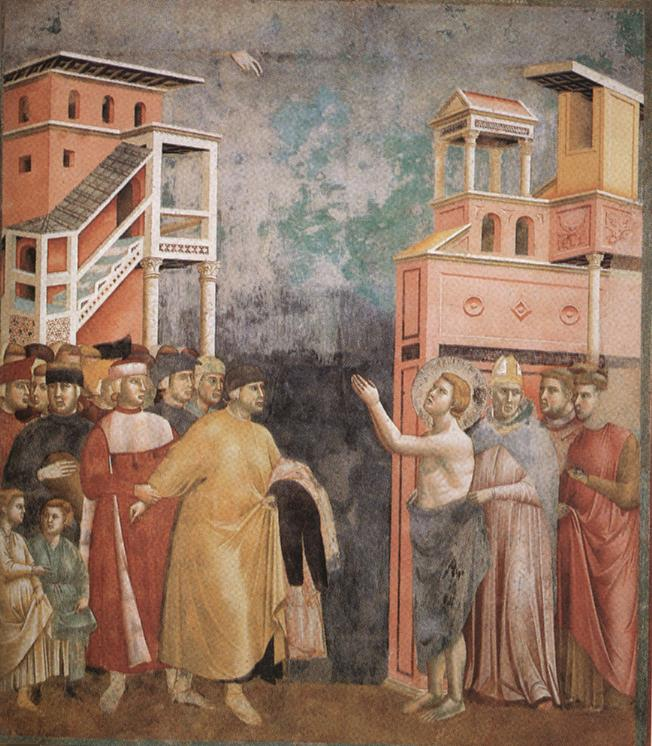
San Francesco ha dato un grande impulso alla pratica del voto di povertà.

Il voto di povertà è, nella religione cattolica e in altre forme di cristianesimo, la scelta volontaria dello stato di povertà, confermata dal voto a Dio di conservarsi in tale stato per tutta la vita come mezzo alla propria perfezione spirituale; è uno dei tre Consigli evangelici.
Il voto di povertà è proprio della vita religiosa e comporta l'obbligo dei religiosi che lo hanno emesso a non avere niente di proprio.
Normalmente chi emette voto di povertà professa ugualmente il voto di obbedienza ed il voto di castità.
Anche in altre religioni è contemplata questa scelta di "povertà volontaria" ed anche alcune filosofie laiche propugnano questo modo di vivere.

## Forme del voto di povertà
Il voto di povertà può essere:
- solenne. In tal caso fa perdere a chi lo emette in perpetuo ogni diritto di proprietà e ogni altro diritto reale sulle cose temporali che prima dell'emissione del voto erano in suo possesso.
- semplice. Chi invece emette il voto di povertà semplice non perde la proprietà dei beni che aveva prima della professione dei voti e neppure la capacità di acquistarne altri, ma ne fa dipendere il possesso e l'usufrutto dalla volontà del suo superiore.

## Storia del voto di povertà

### Esempio di Gesù Cristo
I vangeli ci presentano la figura di Gesù Cristo povero. Nel Vangelo di Matteo leggiamo, ad esempio:
Gesù propone come prima beatitudine quella riguardante la povertà.
E doveroso sottolineare che l'espressione "poveri in spirito" è ritenuto spesso riferirsi non alla povertà materiale, ma a quella spirituale.

### Nei secoli
I cristiani hanno sempre cercato di seguire l'esempio e l'insegnamento di Gesù Cristo.
In particolare fin dai primi secoli molti hanno fatto una scelta dichiarata di povertà.
Con l'organizzarsi della vita religiosa e con la nascita dei voti religiosi il voto di povertà è sempre stato presente.
Particolare impulso al voto è stato dato dalla figura e dalle scelte di san Francesco d'Assisi.
L'ordine religioso da lui fondato si inserisce nel più grande alveo degli ordini mendicanti.